# 25 Wojskowa Komenda Kolejowa
Wojskowa Komenda Kolejowa w Stargardzie Szczecińskim – nieistniejący już organ służby komunikacji wojskowej sformowany w 1950 w Szczecinku, w zakresie mobilizacyjnego zabezpieczenia wojsk miała w planach mobilizować 25 Wojskową Komendę Kolejową, rozformowana została w 1994, a na jej bazie utworzona została Delegatura Komendy Komunikacji Wojskowej.

## Historia
W 1950 na podstawie umowy nr 30 między Ministerstwem Obrony Narodowej, a Ministerstwem Komunikacji powstała Wojskowa Komenda Odcinka Kolejowego i Stacji w Szczecinku. Podlegała Szefostwu Przewozów Wojskowych w Szczecinie. W 1952 została przeniesiona do Stargardu Szczecińskiego. W okresie początkowym obsada komendy była jednoosobowa, uzupełniono ją trzema podoficerami służby zasadniczej z 5 batalionu wojsk kolejowych w Darłowie. W 1955 został skierowany do stargardzkiej komendy jeden oficer i chorąży. W 1957 służbę w komendzie rozpoczął chor. Stanisław Demczuk. Wojskowa Komenda Odcinka Kolejowego i Stacji w Stargardzie była pod względem przewozów najbardziej obciążona ze wszystkich komend w Polsce. W poszczególnych latach zmieniał się rejon odpowiedzialności służbowej. Nastąpiły przekształcenia komendy w ramach szczecińskiego szefostwa. W 1992 WKK w Stargardzie Szczecińskim z komendantem mjr. Aleksandrem Turakiewiczem oraz oficerami komendy (kpt. Andrzej Szutowicz, kpt. Stanisław Wiśniewski) otrzymała zadanie nadzoru nad transportami wojskowymi wychodzącymi z bocznicy lotniska w Kluczewie w związku z wyprowadzeniem Armii Radzieckiej z terytorium Polski. Od kwietnia do września 1992 wyjechało z Kluczewa ponad 40 transportów. W czasie swego funkcjonowania WKK zmieniała nazwę: od Wojskowej Komendy Odcinka Kolejowego i Stacji, poprzez Wojskową Komendę Odcinka Kolejowo-Drogowego, następnie jako Wojskowa Komenda Odcinka Kolejowego. Ostatecznie jako Wojskowa Komenda Kolejowa w Stargardzie Szczecińskim istniała do 1994. Na jej bazie powstała Delegatura Komendy Komunikacji Wojskowej, a od 2003 Delegatura Wojskowa Komendy Transportu.

## Rejony odpowiedzialności służbowej, zadania WKK
Podległe stargardzkiej komendzie, na których ładowały się transporty, były następujące stacje kolejowe z bocznicami: Pyrzyce, Lipiany, Widuchowa, Głazów, Myślibórz, Rów, Dolice, Choszczno, Siekierki (stare Łysogórki), Drawno, Żółwino, Prostynia, Kiełpino, Cybowo. Zadaniem WKK było organizacyjne i nadzorcze zabezpieczenie w obsługiwanym przez siebie rejonie przewozów wojskowych planowania centralnego i okręgowego. Komendant WKK posiadał uprawnienia rozkazodawcze w stosunku do komendantów transportów wojskowych odnośnie do przestrzegania przepisów w czasie załadowania, przewozu i wyładowania transportów wojskowych. Sprawował także nadzór w stosunku do żołnierzy przebywających na obiektach kolejowych w rejonie odpowiedzialności służbowej. Komendantowi WKK podlegli oficerowie komunikacji wojskowej mieli prawo do kontroli żołnierzy, w tym wygląd zewnętrzny, dokument tożsamości, przepustki, rozkaz wyjazdu. W okresie istnienia komendy, oprócz wymienionych poniżej komendantów, służbę pełnili: mjr Roman Omiecki, mjr Marian Buczyński, por. Henryk Jabłoński. Oficerowie komendy nadzorowali liczne załadunki, rozładunki w okresie intensywnego szkolenia, ćwiczeń. Byli wielokrotnie wyróżniani, w tym przez szefa Służby Komunikacji Wojskowej płk Stanisława Kaftana. Poza tym byli bardzo zaangażowani w modernizację wojskowej infrastruktury kolejowej podległych stacji, jak Prostynia, Kalisz Pomorski czy Cybowo.

## Komendanci
W okresie funkcjonowania komendantami WKK byli:
- por./kpt. Jan Zajączkowski (1950–1953)
- por./ppłk Stefan Czysty (1953–1977)
- mjr/ppłk Stanisław Demczuk (1977–1989)
- mjr Aleksander Turakiewicz (1989–1994)

## Przekształcenia
1. Wojskowej Komendy Odcinka Kolejowego i Stacji → Wojskowa Komenda Odcinka Kolejowo-Drogowego → Wojskowa Komenda Odcinka Kolejowego → 25 Wojskowa Komenda Kolejowa ↘ rozformowana w 1994
2. Delegatura Komendy Komunikacji Wojskowej → Delegatura Wojskowa Komendy Transportu